# Ništetnost
Ništetnost, ništavost  ili ništavnost, (primjerice ugovora), pojam koji označava da sklopljeni ugovor ne proizvodi namjeravane pravne učinke koje bi proizvodio da je valjan. Ipak, važno je naglasiti kako nije točno da ništetan ugovor ne stvara nikakve pravne učinke, jer u slučaju ispunjenja strane mogu zahtijevati vraćanje ispunjenog, a može nastati i odgovornost jedne strane za štetu drugoj strani. Također, važno je naglasiti i to kako na ništetnost pazi nadležni sud po službenoj dužnosti.

## Razlozi ništetnosti
Općenito govoreći, razlog ništetnosti je protivnost ugovora javnom poretku, odnosno ustavu neke zemlje. Protivnost ustavu ne znači samo protivnost ustavnim načelima nego i konkretnim odredbama ustava.
Osim toga, pravni posao ništetnim čini i protivnost pojedinim prisilnim propisima, protivnost moralu društva, a Zakon o obveznim odnosima (ZOO) točno predviđa i druge određene razloge.

### Razlozi ništetnosti u svezi sa stranama i očitovanjem volje
Ovdje pripadaju sljedeći razlozi: poslovna nesposobnost, nepostojanje suglasnosti tijela pravne osobe, fizička sila, školski primjer i šala, simulacija, nesporazum i zabrana sklapanja ugovora jednoj strani.

### Razlozi ništetnosti u svezi s činidbom i objektom činidbe
Predmet ugovorne obveze (činidba) mora biti objektivno moguća, odrediva i pravno dopuštena.

### Razlozi ništetnosti u svezi s pobudom
Pobuda je nedopuštena kad je protivna javnom poretku, odnosno ustavu zemlje.

### Razlozi ništetnosti zbog nedostatka oblika
Kad propis određuje oblik u kojem ugovor mora biti sklopljen, a i kada same ugovorne strane odrede oblik kao pretpostavku valjanosti ugovora, izostanak sklapanja ugovora u propisanom obliku dovodi do ništetnosti.

## Opseg ništetnosti
Budući da sve odredbe ugovora nisu jednako važne, sama ništetnost jedne ili nekih ugovornih odredbi ne dovodi automatski do ništetnosti pravnog posla u cjelini.

## Posljedice ništetnosti
Temeljna posljedica ništetnosti proizlazi iz njezine same definicije – ništetni pravni posao ne stvara namjeravano pravne učinke. Obveza restitucije označava obvezu vraćanja onoga što bi jedna strana primila od druge na temelju ništetnog ugovora. 
Osim toga, ništetnost ugovora može biti i uzrokom štete jednoj od ugovornih strana. U tom slučaju druga strana dužna je nadoknaditi tu štetu. Iznimka nepostojanja štete je onda kada su obje strane nesavjesne i kada ne postoji odgovarajuća uzročna veza između štete i ništetnosti.

## Konvalidacija
Konvalidacija označava pojam za naknadno osnaženje ili pretvaranje prvobitno nevaljanih ugovora u valjane – odnosno postizanje valjanosti.

## Ništavost ugovora u SFRJ
Ugovor koji sadržava odredbe protivne pozitivnim propisima ili samoupravnom socijalističkom moralu. Ne proizvodi nikakve pravne učinke, a na ništavnost ugovora može se pozivati svatko tko za to ima interes. Sud (ili tijelo javne vlasti) obvezan je po službenoj dužnosti paziti na uzroke ništavnosti. Sudska praksa u SFRJ nije bila jedinstvena: je li takav ugovor ništavan po samom zakonu ili je potrebna sudska odluka kojom se ugovor poništava. Prevladalo je pravno shvaćanje da je ugovor ništavan po sili zakona, pa bi sudska odluka imala deklarativno značenje i samo utvrdila postojeće stanje. U tom slučaju sudska odluka proizvodi djelovanje → ex tunc. Posljedica ništavnoga ugovora je vraćanje svega što je nedužna stranka primila, a ako je to moguće, ima pravo na naknadu u novcu sve do vremena donošenja sudske odluke (Mileta Marković). Ako je sklapanje određenog ugovora zabranjeno samo jednoj stranci ugovor će ostati na snazi – ako u zakonu nije za određeni slučaj drugo predviđeno (dok će stranka koja je povrijedila zakonsku zabranu snositi odgovorajuće posljedice). U ugovoru može biti samo jedna odredba ništava, pa je u tom slučaju ugovor valjan u ostalom dijelu. Ništavan ugovor treba razlikovati od pobojnog ugovora, koji je sklopila stranka s ograničenom poslovnom sposobnošću, i to u slučaju kada je kod sklapanja ugovora bilo nedostataka u pogledu volje stranaka, a također ako je u volji stranaka bilo zablude, podvale, prisile ili prijetnje. Ugovor sklopljen s ovakvim nedostatkom volje je valjan, ali se može pobijati i tek sudskom odlukom poništiti.

## Poveznice
- pobojnost